# Associação Desportiva de Esposende
L'Associação Desportiva de Esposende (abreujat com a AD Esposende) és un club de futbol portuguès amb seu a Esposende al districte de Braga.

## Història
L'AD Esposende juga actualment a la Terceira Divisão Série A, que és la quarta categoria del futbol portuguès. El club es va fundar l'any 1978 i juga els seus partits a casa a l'Estádio Padre Sá Pereira d'Esposende. L'estadi té capacitat per acollir 5.000 espectadors.
El club està afiliat a l'Associação de Futebol de Braga i ha competit a l'AF Braga Taça. El club també ha participat de vegades a la competició de copa nacional coneguda com a Taça de Portugal, i va arribar-hi a les semifinals el 1999.

## Temporada a temporada
| Temporada | Nivell   | Divisió          | Sección            | Lloc | Moviments       |
| --------- | -------- | ---------------- | ------------------ | ---- | --------------- |
| 1990–91   | Nivell 3 | Segunda Divisão  | Série Norte        | 13è  |                 |
| 1991–92   | Nivell 3 | Segunda Divisão  | Série Norte        | 12è  |                 |
| 1992–93   | Nivell 3 | Segunda Divisão  | Série Norte        | 10è  |                 |
| 1993–94   | Nivell 3 | Segunda Divisão  | Série Norte        | 9è   |                 |
| 1994–95   | Nivell 3 | Segunda Divisão  | Série Norte        | 10è  |                 |
| 1995–96   | Nivell 3 | Segunda Divisão  | Série Norte        | 4è   |                 |
| 1996–97   | Nivell 3 | Segunda Divisão  | Série Norte        | 13è  |                 |
| 1997–98   | Nivell 3 | Segunda Divisão  | Série Norte        | 1st  | Ascens          |
| 1998–99   | Nivell 2 | Liga de Honra    |                    | 14è  |                 |
| 1999–2000 | Nivell 2 | Liga de Honra    |                    | 17è  | Descens         |
| 2000–01   | Nivell 3 | Segunda Divisão  | Série Norte        | 12è  |                 |
| 2001–02   | Nivell 3 | Segunda Divisão  | Série Norte        | 15è  |                 |
| 2002–03   | Nivell 3 | Segunda Divisão  | Série Norte        | 19è  | Descens         |
| 2003–04   | Nivell 4 | Terceira Divisão | Série A            | 9è   |                 |
| 2004–05   | Nivell 4 | Terceira Divisão | Série A            | 5è   |                 |
| 2005–06   | Nivell 4 | Terceira Divisão | Série A            | 13è  | Descens         |
| 2006–07   | Nivell 5 | Distritais       | AF Braga – Honra   | 5è   |                 |
| 2007–08   | Nivell 5 | Distritais       | AF Braga – Honra   | 8è   |                 |
| 2008–09   | Nivell 5 | Distritais       | AF Braga – Honra   | 6è   |                 |
| 2009–10   | Nivell 5 | Distritais       | AF Braga – Honra   | 2nd  | Ascens          |
| 2010–11   | Nivell 4 | Terceira Divisão | Série A – 1a Fase  | 6è   | Grup d'ascens   |
|           | Nivell 4 | Terceira Divisão | Série A Fase Final | 4è   |                 |
| 2011–12   | Nivell 4 | Terceira Divisão | Série A – 1a Fase  | 7è   | Grup de descens |
|           | Nivell 4 | Terceira Divisão | Série A Últimos    | 2n   |                 |

## Palmarès
- AF Braga Taça : 1971/72